# Evangelický kostel (Kovanec)

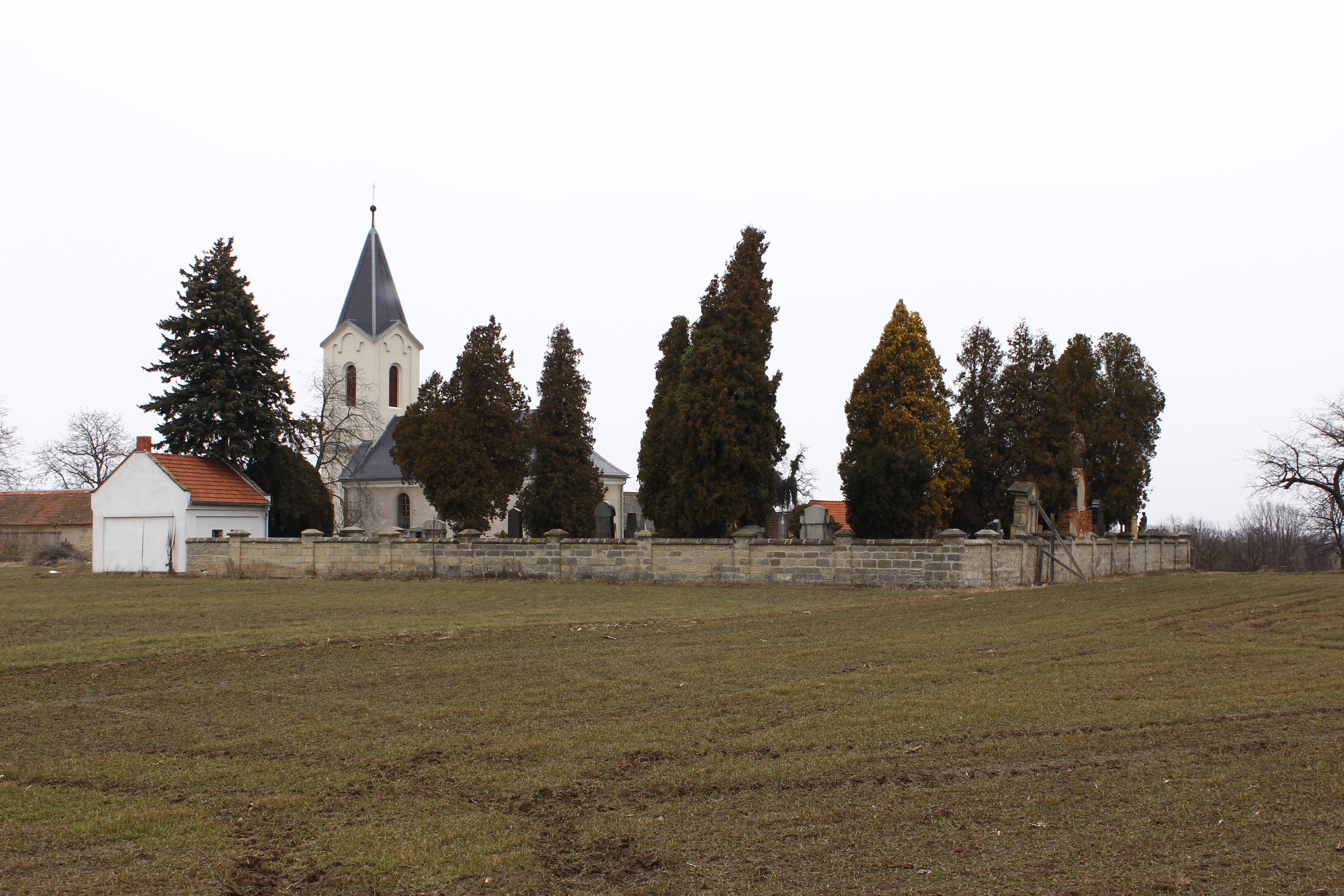
Evangelický kostel se hřbitovem

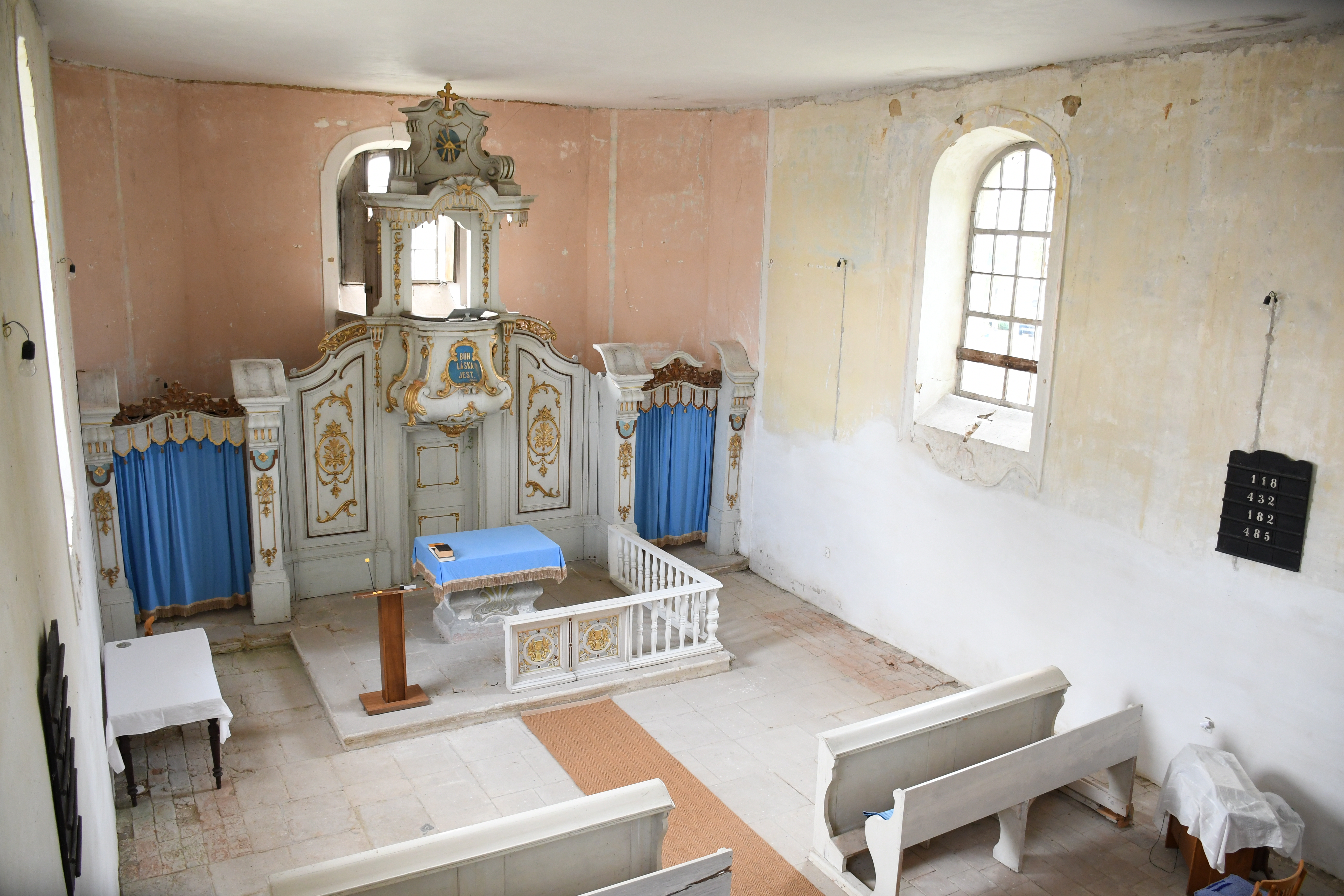
Kazatelna

Evangelický kostel v Kovanci stojí na jižním okraji obce Kovanec v okrese Mladá Boleslav a tvoří její dominantu. Památkově chráněn je od roku 1994. Areál tvoří kostel, hřbitov s ohradní kamennou zdí se dvěma branami a pozemky areálu.

## Historie evangelického sboru
Toleranční augsburský sbor vznikl v Kovanci po vydání tolerančního patentu Josefem II. v roce 1781 z tajných evangelíků širokého okolí již v roce 1782. Zpočátku patřil ke vzdálenému evangelickému luterskému sboru v Habřině u Úštěku. Farní sbor byl v obci Kovanec založen roku 1785.
První bohoslužby se konaly v soukromé chalupě. Až po ustavení samostatného reformovaného tolerančního sboru v Kovanci se přikročilo ke stavbě evangelického kostela.
Po roce 1918 po vzniku Československé republiky sbor vstoupil do Českobratrské církve evangelické.

## Historie kostela
Sbor v roce 1785 zakoupil pozemek s chalupou pro stavbu kostela, smlouva o koupi pozemku byla uzavřena až v roce 1792 a pozemek zaplacen teprve v roce 1797, kdy kostel již více než deset let na pozemku stál.
Základní kámen kostela byl položen 12. dubna 1786 a vysvěcen byl již 3. září 1786. Materiál na stavbu byl získán z rozbořeného starého špýcharu. Malou jednolodní modlitebnu postavil zedník P. Štruboch z nedalekého Bezna. Modlitebna měla na průčelí několik barokních prvků. Okna byla pravoúhlá podle platných tolerančních předpisů. V roce 1832 byla modlitebna opravena, znovu v roce 1875 a současně postavena zeď kolem evangelického hřbitova.
5. června 1875 – za devadesát devět let od postavení – kostel po úderu blesku vyhořel.
Poničený kostel nebyl opraven, ale sbor se rozhodl na stejném místě na spáleništi postavit kostel zcela nový. V novorománském stylu ho podle vlastního projektu postavil Josef Langer z Řepína. Základní kámen byl položen již v roce 1876, vysvěcen byl až 7. září 1884. Ke kostelu (byl opět jednolodní, ale rozsáhlejší než původní) s okny s půlkruhovými záklenky byla v roce 1886 v průčelí dodatečně přistavena čtyřboká věž.

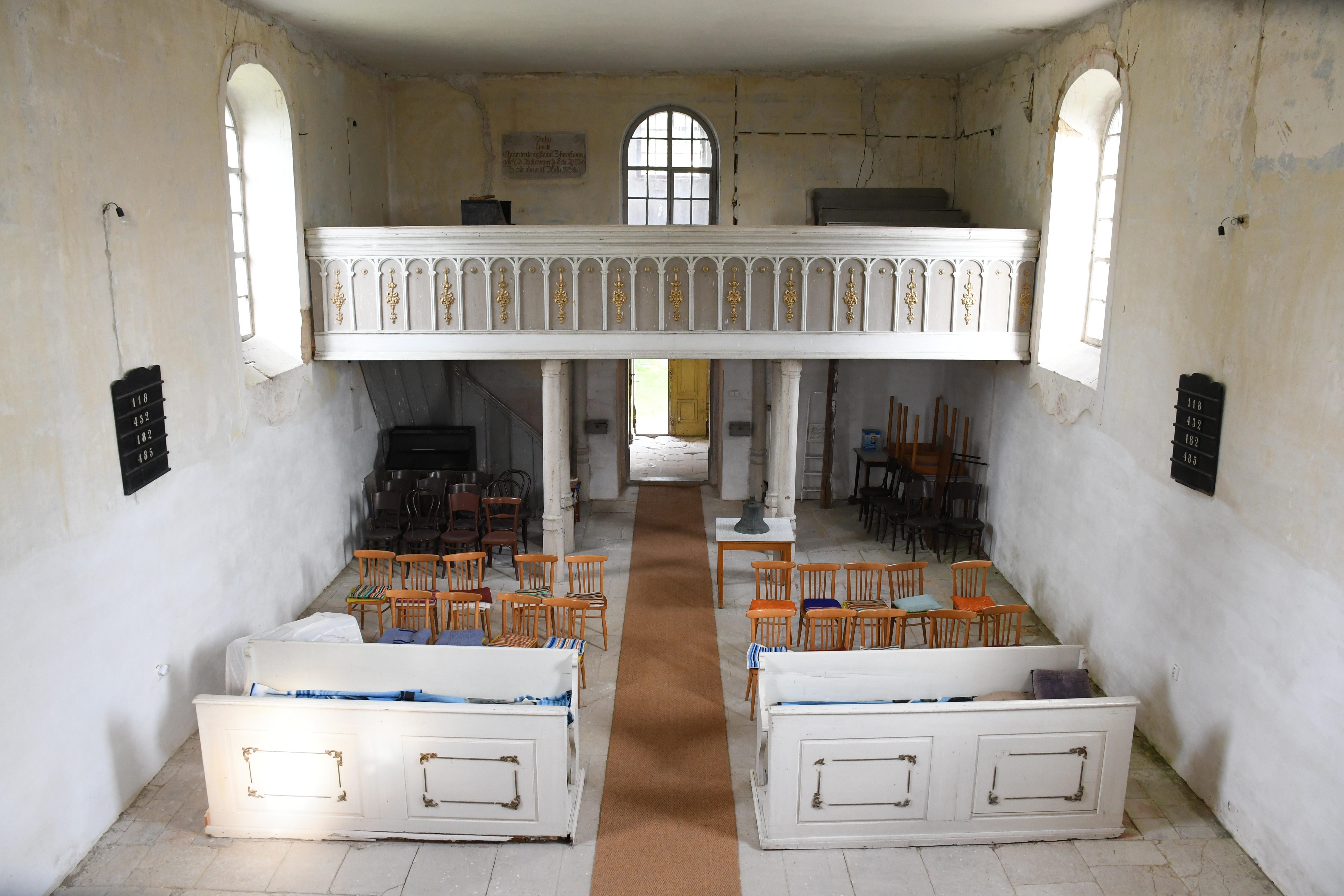
Interiér

V roce 1884 byl také rozšířen hřbitov okolo kostela, postavena ohradní zeď a márnice.
Vnitřní zařízení a vybavení bylo pořízeno v době stavby kostela. Zajímavá je především rokoková kazatelna vyrobená roku 1875 truhlářem M. Wittmayerem z Mladé Boleslavi. Doplněna dalšími prvky byla v roce 1913. Oltář v kostele není.
Počátkem 21. století byl kostel ve velmi špatném stavu, hrozilo jeho zřícení. Hodnotnou stavbu se podařilo zachránit, od roku 2003 probíhá po etapách rekonstrukce, v roce 2005 byla obnovena střecha a opravy trvale pokračují.

## Fara

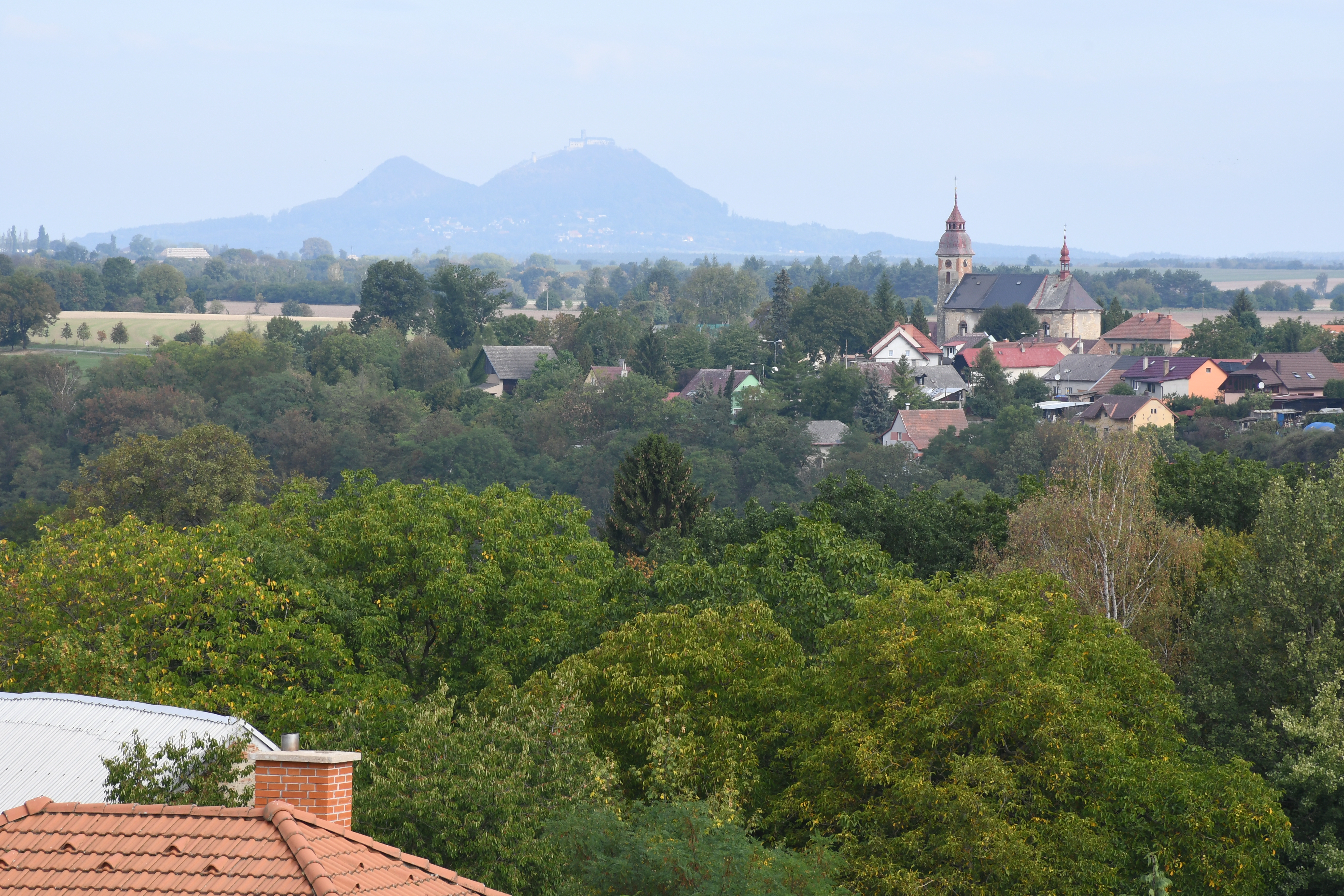
Výhled z věže

Jako fara sloužila původní chalupa na zakoupeném pozemku. V roce 1792 se začalo se stavbou fary nové. Kvůli dluhům ale nebyla úplně dokončena. „Nevynikala ani výstavností, ani prostorností, ani důkladností“, uvádí ve své knize F. S. Janovský. V letech 1869–1872 byla postavena patrová nová fara s hospodářským zázemím.

## Evangelická škola
Sbor uvažoval také o zřízení a stavbě církevní školy společně se stavbou nového kostela, ale k založení školy nedošlo.